# Lista di trovatori e trobairitz

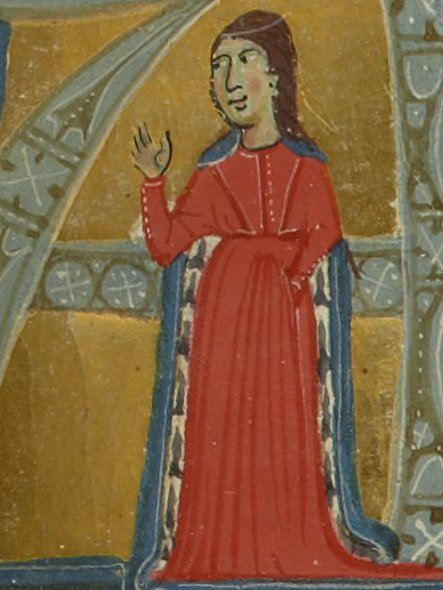
Castelloza

Questa lista di trovatori e trobairitz, suddivisa per nazionalità, comprende quei poeti e compositori medioevali che hanno scritto liriche e poemi in occitano. I "trovatori" in lingua galiziano-portoghese sono elencati altrove.

## Alvernia
- Austorc d'Aorlhac
- Austorc de Segret

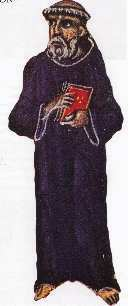
Monge de Montaudon

- Castelloza, signora del castel d'Oze
- Dalfi d'Alvernha, delfino d'Alvernia e conte di Clermont
- Eble de Saignas
- Garin d'Apchier, barone consorte di Apchier
- Garin lo Brun, signore di Châteauneuf-de-Randon e vassallo di Ermengarda di Narbona (viscontessa di Narbona) e di Eleonora d'Aquitania (duchessa di Aquitania e Guascogna, contessa di Poitiers, regina consorte di Francia [1137-1152], regina consorte d'Inghilterra [1154-1189], duchessa consorte di Normandia [1154-1189] e contessa consorte d'Angiò e del Maine [1154-1189])
- Gauseran de Saint Leidier
- Gavaudan
- Guilhem de Saint-Leidier, forse proveniente dalla Guascogna, signore di Saint Didier-en-Velay
- Guillem Ademar
- Johanet d'Albusson, forse proveniente dal Limosino
- Monge de Montaudon, priore di Montaudon
- Peire d'Alvernha
- Peire Cardenal (Peire del Puoi o Pierre du Puy)
- Peire de Maensac
- Peire Rogier
- Peirol
- Perdigon
- Pons de Capduelh, signore di Vertaison

## Aragona, Catalogna e Valenza

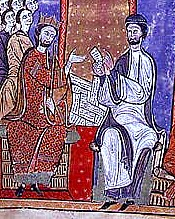
Alfonso d'Aragona

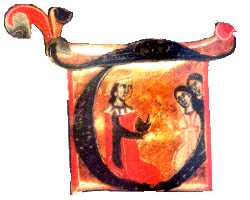
Guillem de Berguedà

- Alfonso II d'Aragona, re d'Aragona, conte di Barcellona, conte di Provenza, conte di Gerona, Osona, Besalú e Cerdanya e conte di Rossiglione
- Amanieu de Sescars, possibilmente guascone
- Arnaut Bernart de Tarascon - di Tarascon-sur-Ariège; un sirventes
- Berenguer d'Anoia (di Maiorca)
- Berenguer de Palou
- Bernart de Mallorques o Bernart de Palaol
- Cerverí de Girona
- Federico III di Sicilia, re di Sicilia
- Giacomo I di Aragona - mecenate di trovatori, re di Aragona, re di Maiorca, re di Valencia, conte di Barcellona, conte di Berga, Besalú, Gerona e Osona, conte di Empúries e Urgell, conte di Pallars Jussà e Pallars Sobirà, conte di Rossiglione e Cerdagna, marchese di Lerida e Tortosa, signore di Val d'Aran e signore di Montpellier e Carladès e di altri feudi dell'Occitania
- Giacomo II di Aragona, re d'Aragona, re di Sicilia, re di Sardegna e Corsica, re di Maiorca, re di Valencia e conte di Barcellona e di altre contee catalane
- Gilabert de Próixita
- Guerau III di Cabrera, visconte di Àger e Cabrera
- Guillem de Berguedà, visconte di Berguedà
- Guillem de Masdovelles
- Guillem Ramon de Gironella
- Guillem de Ribes, signore (o castellano) di Sant Pere de Ribes
- Huguet de Mataplana
- Jacme Rovira
- Johan Blanch
- Jofre de Foixà
- Lo Bort del rei d'Arago
- Lorenç Mallol
- Matfre Ermengau
- Olivier lo Templier
- Ot de Montcada
- Peironet
- Pere de Montsó
- Pere Galceran
- Pere Salvatge
- Pietro III di Aragona, re d'Aragona, re consorte di Sicilia, re di Valencia, conte di Barcellona, conte di Berga, Besalú, Gerona e Osona, conte di Empúries e Urgell, conte di Pallars Jussà e Pallars Sobirà, conte di Rossiglione e Cerdagna, marchese di Lerida e Tortosa e signore di Val d'Aran
- Ponç de la Guàrdia
- Ponç Hug V d'Empúries, conte di Empúries e visconte di Bas
- Raimon Vidal de Bezaudun
- Thomas Periz de Fozes o Tomas Periz de Fozes (1330-1350)
- Tremoleta

## Delfinato

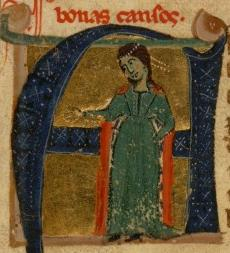
Beatriz de Dia in una miniatura del XIII sec.

- Beatritz de Dia, contessa di Dia
- Bieiris de Romans
- Dalfinet
- Engenim d'Urre de Valentinès
- Folquet de Romans
- Guillem Augier Novella
- Guillem Magret
- Peire Bremon lo Tort

## Guascogna e Bordolese
- Aimeric de Belenoi
- Alegret
- Amanieu de la Broqueira
- Arnaut de Comminges

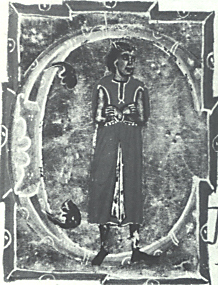
Miniatura di Marcabru, dal Manoscritto 12473, foglio 102r alla Bibliothèque Nationale de France.

- Arnaut Guilhem de Marsan, signore di Roquefort e Montgaillard e co-signore di Marsan
- Arnaut de Tintinhac, signore di Tintinhac
- Audric del Vilar, signore di Auvillar
- Bernart Arnaut d'Armagnac, conte d'Armagnac
- Bernart d'Astarac, conte d'Astarac
- Bernart de Panassac, signore minore di Arrouède
- Bernart de Tot-lo-mon
- Cercamon
- Escaronha, signora consorte di L'Isle-Jourdain
- Gausbert Amiel
- Grimoart Gausmar
- Guglielmo IX d'Aquitania, duca di Aquitania e Guascogna, conte di Poitiers e conte di Tolosa
- Guiraut de Calanso
- Jordan IV de L'Isle-Jourdain, signore di L'Isle-Jourdain e vassallo di Alfonso di Poitou (conte di Poitiers, conte consorte di Tolosa e marchese consorte di Provenza)
- Marcabru
- Marcoat
- Peire de Corbiac
- Peire de Ladils
- Peire de Valeira
- Uc Catola

## Italia

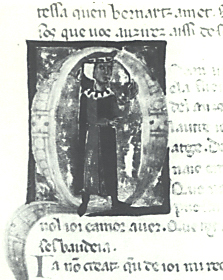
Bonifaci Calvo

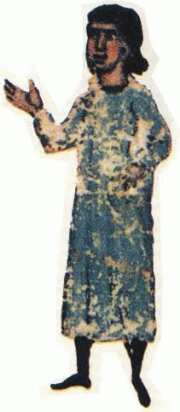
Sordello

- Alberico da Romano, signore di Treviso
- Alberto Malaspina
- Calega Panzano
- Cossezen
- Bartolomeo Zorzi
- Bonifaci Calvo
- Dante da Maiano
- Ferrarino Trogni da Ferrara
- Girardo Cavallazzi (Girard Cavalaz)
- Giacomo Grillo (Jacme Grils)
- Lanfranco Cigala
- Luca Grimaldi
- Luchetto Gattilusio (Luchetz Gateluz), podestà di Bologna, capitano del popolo di Lucca, podestà di Milano e podestà di Cremona
- Manfredo I Lancia o Lanza Marques, marchese di Busca
- Nicoletto da Torino
- Oberto II di Biandrate, conte di Biandrate
- Obs de Biguli
- Paolo Lanfranchi da Pistoia
- Pavese
- Peire de la Caravana
- Pietro de la Mula
- Pietro Guglielmo di Luserna (Peire Guilhem de Luserna)
- Percivalle Doria
- Rambertino Buvalelli
- Rubaut, probabilmente di altrove
- Scotto
- Simone Doria, podestà di Savona e podestà di Albenga
- Sordello da Goito
- Girolamo Terramagnino da Pisa
- Tommaso II di Savoia, signore del Piemonte, conte di Savoia e conte consorte di Fiandra e di Hainaut
- Ursone notaio [?][2]

## Limosino
- Bernart de Ventadorn

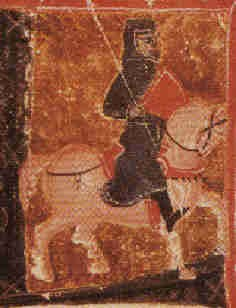
Bertran de Born

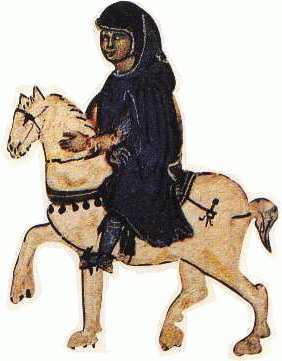
Gui d'Ussel

- Bertran de Born, signore di Hautefort
- Bertran de Born lo Filhs
- Ebolo II di Ventadorn, visconte di Ventadorn e vassallo di Guglielmo IX d'Aquitania (duca di Aquitania e Guascogna, conte di Poitiers e conte di Tolosa)
- Eble d'Ussel
- Elias d'Ussel
- Gaucelm Faidit
- Gausbert de Puicibot
- Gui d'Ussel
- Guiraut Riquier
- Guiraut de Bornelh
- Jordan de Born
- Maria de Ventadorn, viscontessa consorte di Ventadorn
- Peire Espanhol
- Peire d'Ussel
- Uc de la Bacalaria

## Linguadoca
- Alaisina[3]
- Albertet Cailla
- Ademar lo Negre

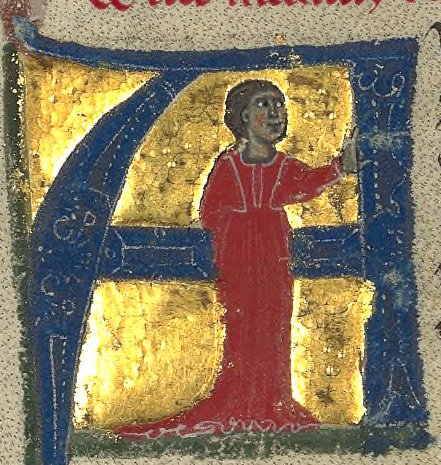
Azalaïs de Porcairagues

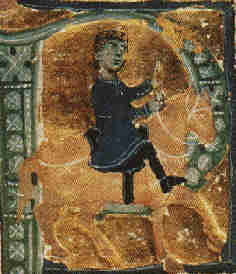
Raimon de Miraval

- Arnaut Peire d'Agange o Arnaut Peire de Ganges
- Arnaut Vidal de Castelnou d'Ari
- Azalais d'Altier
- Azalaïs de Porcairagues
- Berenguier de Poivert
- Berenguier de Poizrengier
- Bernart Alanhan de Narbona
- Bernart d'Auriac
- Bernart de la Barta
- Bernart de Rovenac
- Bernart Marti
- Bernart Sicart de Maruèjols
- Bertran del Falgar
- Bonfilh
- Carenza[3]
- Clara d'Anduza
- Codolen
- Ermengarda de Narbona, viscontessa di Narbona
- Folquet de Lunel
- Gaudairença
- Giraut del Luc
- Guilhem d'Autpol o Daspol
- Guilhem Fabre
- Guilhem de Montanhagol
- Guillem de Balaun
- Gormonda de Monpeslier
- Johan Esteve de Bezers
- Joan Miralhas
- Matfre Ermengau
- Miquel de Castillon
- Peire Duran de Limoux
- Peire Ermengau
- Peire Fabre d'Uzès
- Peire Pelet, co-signore di Alès
- Peire del Vilar
- Raimon Gaucelm de Bezers
- Raimon de Miravalh
- Uc de Lescura
- Yselda[3]

## Périgord
- Aimeric de Sarlat
- Arnaut Daniel
- Arnaut de Mareuil
- Elias de Barjols
- Elias Cairel
- Elias Fonsalada
- Guillem de la Tor
- Peire de Bussignac
- Sail d'Escola
- Uc de Pena

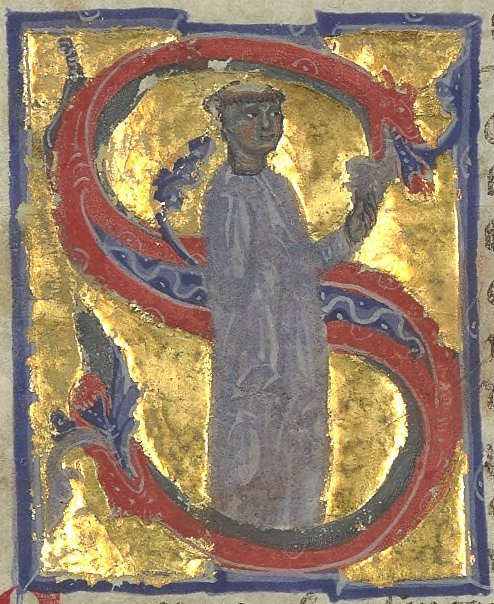
Arnaut de Mareuil

- Ysabella, possibilmente proveniente da Grecia, Lombardia o Palestina

## Poitou

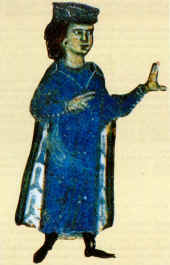
Guglielmo d'Aquitania

- Ademar de Poitiers, conte del Valentinois
- Bertran de Preissac
- Guglielmo IX di Aquitania, duca di Aquitania e Guascogna, conte di Poitiers e conte di Tolosa
- Savaric de Malleo, siniscalco di Poitou

## Provenza e Forcalquier
- Alamanda de Castelnau
- Albertet de Sestaro
- Almucs de Castelnau
- Arnaut Plagues
- Bertran d'Alamanon
- Bertran Carbonel
- Bertran Folcon d'Avinhon
- Bertran del Pojet
- Blacasset

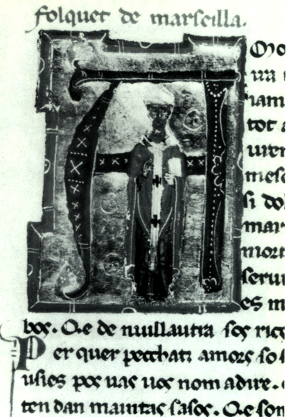
Folchetto di Marsiglia

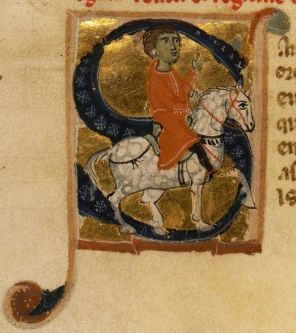
Raimbaut de Vaqueiras

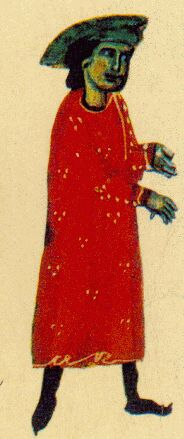
Raimbaut d'Aurenga

- Blacatz, signore feudale di Aups, di Vérignon, di Baudinard, di Carros, di Châteauneuf, di Thorenc, di Tourtour e di altri villaggi
- Bonifaci de Castellana, signore di Castellana
- Cadenet
- Falconet
- Fabre o Faure - tenso con Falconet
- Folchetto di Marsiglia (Folquet de Marselha), vescovo di Tolosa
- Garsenda di Provenza (Garsenda de Proença), contessa di Forcalquier e contessa consorte di Provenza
- Granet
- Guilhelma de Rosers
- Guilhem de l'Olivier
- Guillem del Baus, signore sovrano di Les Baux e principe di Orange
- Guillem Rainol d'At
- Gui de Cavaillo
- Iseut de Capio
- Iznart d'Entrevenas, signore di Agoult, Pontevès e Entrevennes
- Jaufre Reforzat de Trets, visconte di Marsiglia e signore di Trets e Forcalquier
- Jordan de l'Isla de Venessi
- Palaizi
- Paulet de Marselha
- Peire Bremon Ricas Novas
- Peire de Castelnou
- Pistoleta
- Pons de Monlaur, signore di Montlaux
- Raimbaut de Vaqueiras
- Raimbaut d'Aurenga, signore di Orange e Aumelas
- Raimon d'Avinhon
- Raimon Guillem
- Raimon de las Salas
- Raimon de Tors de Marseilha
- Ricau de Tarascon
- Rostaing Berenguier o Rostanh Berenguier
- Rostanh de Merguas
- Tibors de Sarenom, forse proveniente dal Rossiglione
- Tomier
- Ugolin de Forcalquier

## Rouergue e Quercy
- Ademar Jordan
- Berengier Trobel
- Bernart Arnaut de Moncuc
- Bernart de Venzac

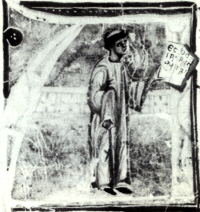
Uc Brunet

- Bertran de Gourdon o de Gordo, signore di Gourdon
- Bertran de Paris
- Daude de Pradas
- Giraut de Salignac
- Guilhem de Mur
- Guilhem Peire Cazals de Caortz
- Enrico I di Rodez, conte di Rodez e visconte di Carlat
- Enrico II di Rodez, conte di Rodez e visconte di Carlat
- Matieu de Caersi
- Peire Pelissier
- Raimon Jordan, visconte di Saint-Antonin
- Raimon de Durfort
- Turc Malec
- Uc Brunet
- Uc de Saint Circ

## Rossiglione
- Antoni del Verger
- Berenguer de Palou
- Formit de Perpinyà
- Guillem de Cabestany
- Joan de Castellnou
- Ponç d'Ortafà, signore feudale di Ortafà
- Ramon de Rosselló

## Saintonge
- Jaufre de Pons
- Jaufré Rudel, principe di Blaia
- Jordan Bonel de Confolens

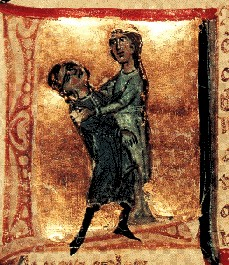
Jaufré Rudel

- Rainaut de Pons, signore del castello di Pons
- Rigaut de Berbezilh

## Tolosano e Foix
- Ademar de Rocaficha
- Aimeric de Peguilhan
- Amelier de Tolosa
- Arnaut de Brancalo
- Arnaut Catalan
- At de Mons

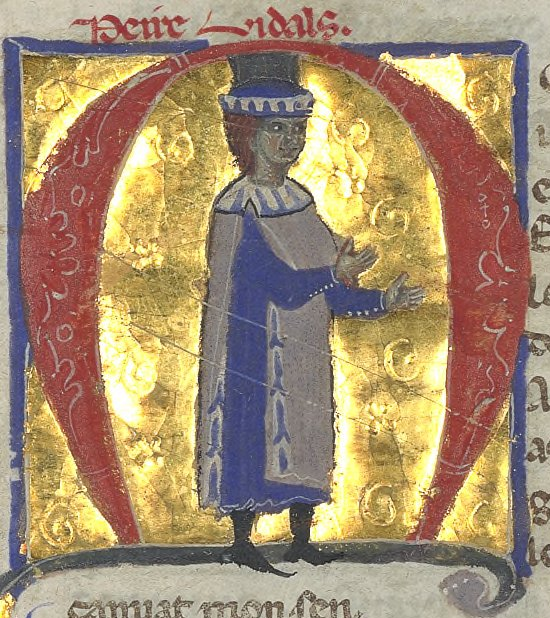
Peire Vidal

- Aicardo de Fossato (Aycart del Fossat)
- Frances de Morlas - partecipante ai Jeux floraux
- Guilhem Anelier de Tolosa
- Guilhem Figueira
- Guilhem Molinier
- Guiraudo lo Ros
- Guiraut de Tholoza, forse proveniente dalla Spagna
- Jaufre de Tolosa o Giuffredi di Tolosa
- Joyos de Tolosa
- Lombarda
- Peire Guillem de Tolosa
- Peire Lunel de Montech
- Peire Raimon de Tolosa
- Peire de Rius
- Peire Vidal
- Pons Santolh
- Raimon de Cornet
- Raimon Escrivan
- Raimondo VI di Tolosa, conte di Tolosa, marchese di Provenza, duca di Narbona e conte consorte di Melgueil [1172-1176], (poi) conte di Melgueil [1176-1222]
- Ruggero Bernardo III di Foix, conte di Foix, visconte di Castelbon, signore (poi coprincipe) di Andorra e visconte consorte di Béarn

## Trovatori ejoglarssconosciuti, dubbi o di origine incerta[4][5]

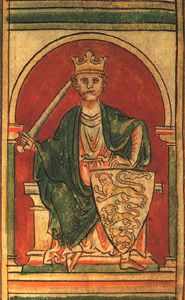
Riccardo I d'Inghilterra

In questa sezione vengono inclusi i nomi di trovatori e joglars la cui origine è incerta o le cui fonti documentali non sono sufficienti ad attribuirne l'identita precisa. Di molti si conosce solo il nome. Riportiamo qui anche i nomi o senhals che celano qualche trovatore o trobairitz o joglars.
- Ademar - probabilmente Ademar lo Negre; un partimen
- Aenac - nome forse alterato di un trovatore, tra l'altro citato in una strofa di una novella di Raimon Vidal[6]
- Aimeric de Belenoi - contemporaneo di Uc del Bautz e di Blacatz, nominato in un partimen scambiato con Peire del Puei
- Alberic - di Besancon (o Briancon) - fine XI secolo; un poema su Alessandro di cui restano solo alcuni versi
- Alberjat o Alberiatz - partimen con Gaudi; identificabile con Albert
- Albert - forse identificabile con Albert de Sisteron; una tenso con Simone Doria
- Albert de Saint-Bonet - un partimen con una dama di cui si conserva solo il primo verso
- Azar - padre di Albertet de Sisteron; frammento di canso.
- Aldebert o Audebert - autore di un componimento umoristico d'attribuzione incerta, in risposta a un soggetto analogo
- Alexandri o Alexandre - sconosciuto; partimen con Blacasset
- Amoros dau Luc - sirventese contro Enrico III d'Inghilterra
- Andreu Febrer
- Antoni Crusa o Anthoni Crusa - partecipante ai Jeux floraux con una canso religiosa
- Antoni de Jaunhac - partecipante ai Jeux floraux
- Antoni Recaut - partecipante ai Jeux floraux
- Arman o Arnaut - partimen con Bernart de la Barta.
- Arnaut - nome riferibile ad autori diversi
- Arnaut (d') Alaman - prima metà del XIV sec.; partimen con Raimon de Cornet
- Arnaut Algar - canso religiosa; partecipante ai Jeux Floraux
- Arnaut Daunis - contemporaneo di Raimon de Cornet
- Arnaut de Carcasses o de Carcassès o de Carcassés o Arnault de Carcassès - di Carcassonne
- Arnaut de Labat - inizio XV secolo; frate e maestro in teologia dell'ordine francescano
- Arnaut del Puey - fl.1380-1400; notaio d'Arles
- Arnaut des Pins o Arnaud des Pins - (fl. 1180-1245) vescovo di Bazas, successore di Gaillart de la Mothe
- Arnaut de Quintenac o Arnaut de Tintignac - tre o quattro componimenti lirici
- Arnaut Romieu - menzionato da Uc de Lescura[7], contemporaneo di Alfonso X di Castiglia
- Arnaut Donat - XV secolo
- Arnaut Guilhem de Marsan - fl.1200 circa; un ensenhamen
- Arnaut Esquerrer o Squerrer o Squerrier - tesoriere nel 1445 e poi procuratore del conte di Foix; autore di Chronique des comtes de Foix.
- Artaud - sconosciuto; Giovanni Nostradamus ne ha conservato il nome e due suoi versi
- Arver - tenso o partimen con tale Enric
- Attone - morto nel 1077. Allievo del monaco Costantino l'Africano di Montecassino, di cui ne tradusse in "lingua romanza" le opere scientifiche, e cappellano dell'imperatrice Agnese, seconda moglie dell'imperatore Enrico III.
- Austorc de Galhac - (1355); di Villelongue-d'Aude; nel 1366 rettore dell'Università di Tolosa; una canso religiosa
- Bazas (vedi Vesques de Basaz)
- Bernardet - probabilmente joglar al servizio di un certo signore "d'Alga" (forse Algue o Aube)
- Bernado - joglar in una tenso ingiuriosa con Thomas identificabile forse con Tommaso II di Savoia[8]
- Bernardon - tenso con un certo nobile di nome Tomas
- Berenguier de l'Hospital - partecipante ai Jeux floraux
- Berenguier de Saint-Plancat
- Bernart - compare in cinque diverse tenso con Guigo, Bertran, Blacatz, Gaucelm e Elias d'Ussel
- Bernart V, conte di Comminges - cugino di Arnaut de Cumenge (Arnaut IV conte di Comminges, morto nel 1226)
- Bernart Amoros - (fine XIII-inizio XIV); autore alverniate di un canzoniere provenzale perduto
- Bernart Arnaut - del Périgord; un sirventes ai Jeux floraux
- Bernart Arnaut Sabata - una canso ironica che due manoscritti attribuiscono a Peirol
- Bernart Astorgat o Bertran Astorgat - Trovatore sconosciuto, riportato da Friedrich Diez in Leben und Werke der Troubadours.. e in Biographies des troubadours.. di Camille Chabaneau
- Bernart de Bondeilhs
- Bernart de Cornil - forse di Corrèze (arr. e canton de Tulle)
- Bernart de Durfort
- Bernart Espanhol - nel ms. C gli viene attribuita una canso di Bernart de Ventadorn che il ms. R attribuisce a Peire Espanhol
- Bernart de Goyrans - di Goyrans; partecipante (1450 circa) ai Jeux floraux
- Bernart de la Fon - una canso
- Bernart del Falgar - identificabile con Bertran del Falgar
- Bernart del Poget - del Puget-Théniers. Forse identificabile con Bertran del Poget; una canso contesa a Raimon de las Salas
- Bernart de Pradas - di Prades
- Bernart de So - partecipante ai Jeux floraux con Al meu coral amich..
- Bernart de Treviez - canonico di Maguelonne (fine XII secolo)
- Bernart Marqués - confuso con Bernart Marti
- Bernart Marsalis - mantenitore dei Jeux floraux (1464)
- Bernart Nunho - partecipante ai Jeux floraux (1474)
- Bernart Oth o Bernat Oth / d'Oth - fondatore dei Jeux Floraux; notaio alla corte del giudice di Tolosa
- Bernart Rascas - fondatore dell'ospedale della Santa trinità ad Avignone (nel 1355)
- Bernart Tortitz - Una canso attribuita in un solo ms.
- Bernart Vidal - di Gerona, catalano, contemporaneo di Serveri de Girona
- Bertran solo prenome - gli vengono attribuiti sette componimenti, creati insieme a Bernart, Javare, Monge e Uc de la Bacalaria; identificabile probabilmente con Bertran d'Alamano o con Bertran de Gordo
- Bertran Albaric
- Bertran Arnaut - del tutto sconosciuto, tranne il nome che viene riportato nell'indice del canzoniere di Bernart Amoros
- Bertran Boysset - agrimensore di Arles (morto dopo nel 1414)
- Bertran Brossa - nel 1466 risulta presente ai Jeux floraux, con una canso religiosa
- Bertran d'Aurel - joglar o trovatore attivo nel XIII secolo, attivo in Italia; solo una cobla di 10 versi
- Bertran de la Tor - signore della Tour d'Auvergne. XIII secolo; una cobla in risposta a una cobla ingiuriosa del Delfino
- Bertran de Pessars - forse identicabile con Bertran de Preissac.
- Bertran de Marselha - forse seconda metà del XIII secolo; autore di un poema in versi ottonari sulla vita di Sant'Enimia
- Bertran de Paris als Gordonels - diverso da Bertran de Paris de Roerge
- Bertran de Roaix - 1459-1461
- Bertran de Roaix - 1498
- Bertran de Saint-Félix - I terzo del XIII secolo; una tenso con Uc de la Bacalaria
- Bertran de Sant Roscha - canonico di Sain-Etienne, a Tolosa; prima metà del XIV secolo; tre canso premiate dal Concistoro
- Bertran de Saissac o Bernart de Saissac
- Bertran de San Roscha - (XIV secolo)
- Bertran d'Espagne o d'Espagna
- Bertran lo Ros - contemporaneo di Bertran Carbonel
- Bertran Riquier - (1488)
- Blanceman o Blanchemain
- Bonafe - joglar. - due tenso ingiuriose con Blacatz
- Bonafos - joglar - un partimen con Cavaire, altro joglar
- Bonifacio I di Monferrato
- Bonnet - una dansa; partecipante ai Jeu floraux
- Lo Bort del rey d'Arago - bastardo di Pietro III. Ultimi anni del XIII secolo. Tre coblas umoristiche piene di giochi di parole scambiate con Rostanh Berenguier di Marsiglia.
- Bortoli Izalguier - mantenitore del Consistori nel 1355
- Bortolmieu Marc - principale collaboratore di Guilhem Molinier
- Bremon o Bermon Rascas - forse della casata degli Uzès; due canso
- Cabrit
- Carlo, conte d'Angiò e di Provenza - una cobla in risposta a Sordello (verso il 1267-1270) e due canso in francese.
- Arnaut Catalan - attivo in Provenza; forse identificabile con Arnaut Catalan; una tenso
- Cavaire
- Chardo, della Francia settentrionale, ma il suo status di trovatore è dubbio
- Clermont, vescovo di o Vesques de Clarmon - Roberto, vescovo di questa città, dal 1195 al 1227, cugino del Delfino; tre componimenti satirici (un sirventes e due coblas, una con razo ) contro il Delfino (1214-1215)
- Codolet - (1250-1300) originario di Codolet; forse joglar
- Coms de Bretaigna o Comte de Bretagne - trovatore e troviero; partimen in francese (strofe impari) e occitano (strofe pari) con Jauseume (Gaucelm Faidit)
- Coms de Proensa
- Coine - Interlocutore in un partimen con Raimbaut de Vaqueiras. Si tratta probabilmente di Conon de Béthune, troviero (in quanto le strofe che compone sono in lingua d'oïl).
- Comunal - nomignolo o senhal usato reciprocamente più volte in un sirventese da Garin d'Apchier per rivolgersi a Torcafol e viceversa
- Danis Andrieu - canso religiosa; partecipante ai Jeux Floraux
- Daude de Carlus o Daude de Caylus - una cobla (En re no me semblaz joglar) a cui risponde Gui de Glotos con Diode, ben sai mercandeiar
- Dona de Toloza
- Dona de Vilanova
- Duran Sartre de Carpentras - (fl. 1214-1218) Un sirventes contro diversi baroni provenzali, in particolare Guglielmo IV D'Orange
- Duran Sartre de Paernas - di Perne (Vaucluse, vicino Carpentras); forse è identificabile con il precedente Duran Sartre de Carpentras
- Eble - identificabile con Eble de Saignas o Eble d'Ussel; una tenso con Joan Lag
- Elias - è l'interlocutore in due tensos: in una Elias d'Ussel con Bernart; nell'altra Elias de Barjols con Jaufrezet
- Elias de Rosegnol - nome figurante nel "repertorio delle attribuzioni discordanti nella lirica trobadorica"
- Elias de Solier o 	Helias de Solier - (1464) un sirventes; partecipante ai Jeux floraux
- Elias Gausmar - forse identificabile con Grimoart Gausmar
- Englés o Engles - nome attribuibile a diversi trovatori o joglars
- Enric - un partimen con Arver
- Enric - Menzionato da Marcabru in Be for'ab lui aunit lo ric barnatge
- Esperdut - evidentemente un senhal, designante Gui de Cavaillon
- Esquilla o Esquileta - dei senhals di joglars; cobla con Guigo de Cabanas
- Esteve - partimen con Jutge
- Faidit de Belestar - di Lavelanet, nel Foix.
- Falcon - tenso ingiuriosa con Gui de Cavaillon
- Falcon - Diverso dal precedente scambia un partimen con Guiraut Riquier
- Felipa o Na Felipa - citata solo da P. G. Beltrami
- Felip de Valenza - di Valence
- Folc - partimen con Arnaut e Guilhem
- Folcon o Falco - una cobla ingiuriosa indirizzata a Cavaire
- Folco de Viralet o Foulque de Villaret
- Folquet - interlocutore in una cobla molto alterata e di senso oscuro, indirizzata dal conte di Tolosa a Porcier
- Folquet - Diverso dal precedente, identificabile con Folquet de Lunel; due partimen scambiati con Guiraut Riquier
- Folquet - autore di novelle e di una "biografia di Ugolin de Forcalquier e di suo moglie Blanchemain"
- Formit de Perpignan - (XIII secolo) una canso
- Fortunier - (prima metà del XIII secolo) due coblas
- Frances Pellon o Pellizot - di Nizza
- Fraire Menor - (XIII secolo) frate francescano
- Galaubet o Gualaubet - menzionato da Uc de Lescura
- Galhart d'Aus o Gualhart d'Aus - cancelliere del Consistoro (ca 1450)
- Galhart de la Mota - vescovo di Bazas, succeduto ad Arnaut des Pins; nel 1213 lascia il vescovado ritirandosi nell'abazia della Couronne
- Garosc de l'Olmesca Velha - in latino Garoscus de Ulmoisca Veteri; autore di una cronaca provenzale
- Gaston II, conte di Foix - (1315-1343); una canso
- Gaucelm - nome di uno degli interlocutori in tre tenso o partimen: [Gaucelm Faidit] con Bernart; Gaucelm Faidit con un conte di Bretagna, che si esprime in francese; con Peire de Mont Albert
- Gaucelm Estaca - identificabile con Raimon Estaca; una canso
- Gaudairenca
- Gaudi o Gaudin - una tenso con Albert (Alberjatz nel ms.)
- Gausbert - un partimen con Peire Bremon Ricas Novas o forse Peire Bremon lo Tort; forse identioficabile con Gausbert de Puicibot
- Gausbert Amiel - una canso umoristica
- Gausbert e.N Bernart de Durfort - del Quercy-Rouergue; una canso attribuita
- Gaucelm - un partimen con Peire de Montalembert e una tenso con Bernart
- Gauceran - un partimen con uno sconosciuto
- Geneys lo Joglar o Genoes o Genois (Genovese) - una canso religiosa attribuita in un solo manoscritto
- Genim d'Urre de Valentines o Genim Durre o Engenim Durre, Engenim, Garin Durre de Valentinois, Genim d'Urre de Valentines, Genin d'Eurre - di Valentines - () XIII secolo) il ms. riporta Engenim (En genim); un sirventese, Pois pretz s'en fui, que no troba guirensa', non collocabile cronologicamente
- German de Gontaut o Germa de Gontaud - trovatore, mantenitore del 1355 ai Jeux floraux, consigliere di Guilhem Molinier e, insieme a Raimon Gabarra, giudice di un partimen tra Jacme Rovira e Bernart de Mallorques
- Gibel - joglar o forse trovatore, nominato da Marcoat in un sirventes contro Domeing Sarena
- Girart - forse lo stesso Giraut o Guiraut lo Ros, o forse Girardo Cavallazzi
- Girart de Roussillon - (XII secolo) una chanson de geste
- Giraudo lo Ros - otto canso e una tenso con un conte (forse Alfonso, fratello di Raimon V)
- Giraut - joglar
- Gonzalgo Rogit o Roitzo o Rozit o Gonzalo Ruiz de Azagra o Gossalbo Rozitz o Guossalbo Roitz - trovatore, forse aragonese, contemporaneo di Peire d'Auvernhe il quale lo nomina in un sirventes contro i poeti del suo tempo
- Gregori Bechada - di Lastours - autore di una canzone di crociata
- Gualaubert - nominato da Uc de Lescura
- Guasquet - nome che figura in una tenso dal titolo En Blacatz e Gasquet
- Guilhalmi o Guillalmi o Guilhelmi (diverso da Guilhelmi) -
- Guilhelmi o Guilhelmin (diverso dal precedente) - scambio di coblas con Raimon de Miravalh
- Guibert
- Gui de Glotos - scambio di coblas con Daude de Carlus (Diode)
- Gui Folqueis - (Saint-Gilles, Gard, 1200 circa - 1268) in lat. Guido Fulcodii o Fulcodius (papa Clemente IV); una poesia sulla Santa Vergine
- Guigo de Cabanas o de Cabanes - di Arles (1230-1245 circa); due scambi di coblas con Bertran d'Alamanon e uno con Esquileta
- Guilhalmi o Guilhelmi o Guillalmi - (1100-1130) probabilmente uno joglar; interlocutore in una tenso di Cercamon (Car vei fenir a tot dia)
- Guilhem o Guillem - interlocutore in nove tenso o partimen: con Arnaut, con Arnaut e Folco, con un conte, con Guillem Augier, con Guillem e Rainaut, con Guigenet, con un Oste, con Lanfranco Cigala, con Peire
- Guilhem (d') Alaman
- Guilhem Augier - di Béziers; un planh sulla morte di Raimon-Roger, visconte di Béziers, morto a Carcassonne il 10 novembre 1209
- Guilhem Bernart - Consigliere di Guilhem Molinier
- Guilhem Borsatz o Borzach o Guilhem (de) Borzach d'Aurillac
- Guilhem Bragoza
- Guilhem Bru - giudice mago di Tolosa del XV secolo; canso religiosa
- Guilhem de Biars o Biartz - di Biars (Lot); una canso
- Guilhem de Bussignac o Peire de Bocinhac
- Guilhem de Fontanas - giudice di un partimen tra Guilhem Gras e Raimon de Cornet
- Guilhem de Galhac - (1446-1463) partecipante ai Jeux floraux; tre sirventes e una dansa
- Guilhem de Gap
- Guilhem de Gontaut - uno dei sette fondatori dei Jeux Floraux
- Guilhem de la Bachellerie
- Guilhem de Lobra - uno dei sette fondatori dei Jeux Floraux
- Guilhem de Masdovelles - una canso
- Guilhem de Montanhagout o Montanhagol
- Guilhem de Quintenac
- Guilhem de Roadel - consigliere di Guilhem Molinier
- Guilhem Gras - un partimen con Raimon de Cornet
- Guilhem Magret
- Guilhem Mita
- Guilhem Taparas - consigliere di Guilhem Molinier
- Guilhem Vetzinas - una canso
- Guillalmet - scambio di coblas con un priore
- Guillalmi - una tenso con Cercamon
- Guillelma Monja
- Guillem Alaman - cavaliere albigese, signore di Villeneuve-sur-Vère; una tenso con Raimon de Cornet
- Guillem Anelier - seconda metà del XIII - forse identificabile con l'autore di un poema sulla guerra di Navarra (1277-1278); quattro sirventesi satirici e politici.
- Guilhem d'Anduza o Guillem d'Anduza o Guilhem d'Anduze o Guillelmo de Andusia - una canso
- Guillem Augier de Grassa
- Guillem de Durfort - di Durfort; sirventese in cui elogia Pietro d'Aragona (1204). Un manoscritto gli attribuisce anche un componimento di Turc Malet.
- Guillem Evesque - una canso con ripresa mutila della parte iniziale
- Guilhem Gausmar o Gasmar o Guillem Gausmar - partimen con Eble de Sanha o Eble d'Ussel
- Guillem Godi - probabilmente identificabile con Gaudi; una canso-sirventes
- Guillem d'Ieiras o de Hyères - canso religiosa (confessione)
- Guilhem de Lemotjas o Guillem de Limoges - un sirventes attribuito di Peire Cardenal
- Guillem Magret - joglar del Viennois; quattro o cinque canso, due sirventes, una tenso con Guillem Rainol, una cobla.
- Guillems Moyses
- Guillem o Guiraut de Quintenac - forse di Quintenas; una canso attribuita di Bertrand de Ventadour
- Guillem Raimon
- Guillem Rainier - un partimen con Guiraut Riquier.
- Guillem de Saint-Grégori - di Saint Grégoire
- Guilhem de Salignac o Guillem de Salignac - una canso attribuita da un ms. che sembra essere di Guiraut de Salignac
- Guilhem de Solonhan
- Guillem de la Tor - joglar perigordino, proveniente forse dalla Tour-Blanche; cinque o sei canso, un descort, un sirventes elogiativo (treva), due coblas joglaresche, due partimen con Imbert e Sordel
- Guillem Uc d'Albi - una canso
- Guionet - identificabile con Gui de Cavaillon; cinque partimen o tenso con Cadenet, Rimbaut, Pomairol, Guillem (tenso monostica), Mainart Ros.
- Guiraudo - confuso con Guiraudo lo Ros; un partimen
- Guiraut - joglar, I metà del XII secolo; coblas scambiate con Uc de Saint-Circ.
- Guiraut de Salignac
- Helis de Montfort - forse una trobairitz?, collegabile a Domna H.; si ipotizza fosse una delle tre figlie del visconte di Turenna, moglie di Guilhem de Gourdon e poi di Bernard de Montfort;
- Isarn l'inquisitore - religioso e inquisitore, cappellano di capellanus de Denato (Dénat)
- Isarn - probabilmente della Linguadoca
- Isarn Marques o Izarn Marques - ha scritto per il Re di Castiglia
- Isarn Rizol o Izarn Rizol - completamente sconosciuto; una canso
- Isnart d'Antravenas o Isarn d'Entrevennes o Isnard de Grasse o Isnardus de Antravenis de Agouto o Isnart d'Entrevennes - podestà d'Ales e signore di Entrevenas; un partimen
- Jacme - origine incerta
- Jacme Mascaro - di Béziers; scudiero nel 1348 dei consoli di Beziers; autore di una cronaca in prosa (1247-1390), dal lungo titolo"Aisso es lo libre de Memorias, loqual Jacme Mascaro, esducier dels honorables senhors cossols de la viela de Bezes a fach e hordenat de motas e diversas causas que son endevengudas, aissi quan se seq".
- Jacme Mote d'Arles - viene confuso con il Motet; un sirventes in onore di Carlo II, re di Napoli e conte di Provenza (verso il 1290)
- Jacme de Tolosa - (fl. circa 1330-1350); partecipante ai Jeux floraux
- Jaufre - forse identificabile con Jaufre de Pons; tenso con un certo Elias (forse Elias d'Ussel)
- Jaufre - interlocutore di Guiraut Riquier in un partimen
- Jaufre de Tonnay o nelle varianti Gaufridus de Tonai o Geoffroy de Tonnay o Jaufre de Taonai o Jaufre de Taunay - (fine XII secolo)
- Jaufre di Biandrate conte di Biandrate - fratello di Uberto
- Jaufrezet - identificabile con Jaufre Reforsat de Trets o Forcalquier; tenso con un certo Elias (forse Elias de Barjols)
- Javare - (XIII secolo) scambio di coblas ingiuriose con Bertan (forse Bertran d'Alamanon)
- Joan Aguila o Joan Anguila
- Joan Amic - partecipante ai Jeux floraux (1453)
- Joan Bemonis - dansa
- Joan Blanch - (1330-1350) partecipante ai Jeux floraux
- Joan Catel o Joan Cathel - partecipante ai Jeux floraux (1474) con una canso religiosa
- Joan de Calmont - (fl. 1451-1464) partecipante ai Jeux floraux
- Joan de Fontanas - giudice (1332) in un partimen tra Guilhem Gras e Raimon de Cornet
- Joan Gombaut o Joan de Gombaut - (1456-1467); un sirventes, una canso de Nostra Dona; partecipante ai Jeux floraux con una dansa;
- Joan de Joan de Gargas o Joan Johanis de Gargas - capitolo nel 1441 a Gargas; un sirventes
- Joan del Pegh o Joan del Pech - (1450) partecipante ai Jeux floraux
- Joan de Pennas de Pennes - (seconda metà del XIII secolo) forse di Pennes; una tenso con la sua dama di Tarascona
- Joan de Recaut - (1462); partecipante ai Jeux floraux
- Joan de Saisses o Joan de Sayses - (1453-1464) partecipante e mantenitore ai Jeux floraux
- Joan de San Serni o Joan de Saint-Sernin - (1355) partecipante ai Jeux floraux
- Joan de Seyran - (1355) partecipante e mantenitore ai Jeux floraux
- Joanet lo Menor - probabilmente uno joglar, attivo in Italia insieme a Guilhem Figueira
- Joan Flamenc - consigliere di Guilhem Molinier, ai Jeux floraux
- Joan Lag - (fine XII-inizio XIII secolo) joglar o trovatore; una tenso (Qui vos dara respeg, Deus lo maldia) con Eble d'Ussel.
- Joan Miralhas - partimen con Raimon Gaucelm
- Joan Nicolas de Pignans - (fl. 1273-1333) di Pignan; una canso satirica contro un chierico, il cui testo ci è pervenuto insieme a quello del processo di cui fu cagione.
- Joan Pellenc - di Marsiglia; una canso satirica contro Antoine Barjac
- Joan Salvet - (1466) frate dell'ordine dei carmelitani, partecipante ai Jeux floraux
- Joanitz - forse autore di favole esopiche[9]
- Jori o Jozi - (fl. 1230-1260); una canso (Jozi, digatz vos qu'etz hom entendens)
- Jordan - (1240-1280) forse identificabile con Jordan IV, signore de l'Isle-Jourdain; una tenso con Guiraut Riquier in cui viene chiamato Senhen Jorda
- Jordan Bonel o de Borneill - di Confolens (Charente). Contemporaneo di Bertran de Born. Tre o quattro cansos.
- Jordan de Born - da non confondere con Jordan Bonel; gli vengono attribuite una composizione di Pistoleta e un'altra di Rostanh de Mergas
- Jordan de Cofolen - forse identificabile con Jordan Bonel: quattro cansos
- Jutge - nome che compare in due tensos, una con Esteve e l'altra con Elias
- Lambert o Lambèrt - forse uno joglar; solo una strofa di 10 versi (1220) in una tenso con Guillem Figueira, Aimeric de Peghilhan e Bertran d'Aurel
- Lantelm - identidicabile probabilmente con Lantelmet d'Aiguillo; una tenso con Lanfranco (forse Cigala) e un'altra con Raimon
- Lantelmet d'Aiguillo - forse d'Aiguillon; un sirventese ingiurioso.
- Lestanquer - provocato in una tenso da Raimon, insieme ai suoi due fratelli Enneiz e Oton
- Lorenz Mallol - (XIV secolo)
- Lucan Bernezzo - religioso, autore del Tractat del rosari de l'intemerada Verge Maria, segunt la determination de diverses dotors
- Lemozi - identificabile forse con Lemozi de Brive, menzionato in una satira di Peire d'Auvergne; una tenso con Bernart de Ventadour.
- Lemozi de Briva
- Linhaure - pseudonimo o senhal con cui Giraut de Borneil indica Raibaut d'Orange
- Luis Icart - una canso e una cobla
- Mainart Ros o Maenart Ros - (fl. 1180-1245) joglar o trovatore; tenso o partimen con Gui o Guionet
- Maistre - titolo riservato a persone diverse; interlocutore in due tensos di Cercamon e di Berta.
- Marcelin Richard - Cappelano di una parrocchia del Briançon (Haute-Alpes) (1490-1510 ca). Autore di un Mystère de saint André, e forse altri misteri composti e rappresentati verso lo stesso periodo (1512 ca) e nella stessa contrada.
- Marcoat - joglar guascone della metà del XII secolo; due componimenti dove ridicolizza altri joglars.
- Margherita d'Oingt
- Marques - da identificare con il Marques de Canillac
- Marques de Canillac
- Marti de Mons - (1433-1463) partecipante ai Jeux floraux
- Matieu de Caerci o Mathieu o Mahieu de Quercy - un planh sulla morte di Giacomo I d'Aragona (1276).
- Mathieu d'Artigaloba - (1468) di Pamiers; una sola cobla
- Mathieu o Matheus, Mahieu, Matheu, Matieu - del Quercy, ma non identificabile con Mathieu de Quercy; una tenso (o scambio di coblas) con Bertran de Gourdon
- Miquel de Castillo o Miquel de Castilho, Miguel de Castillon, Michel de Castillon - (fl. 1250-1300) interlocutore in un partimen con Codolet e Riquier e giudice in un altro.
- Miquel de la Tor o Miquèl de la Tor o Michel de la Tour - (1300 ca) di Clermont en Auvergne; autore di una canso e di una silloge poetica
- Mir Bernart (de Carcassonne) o Bernart Mir o Mir Bernardus - interlocutore in un partimen con Sifre
- Mola - una cobla ingiuriosa in risposta a Guillem Raimon
- Moine o Monge - interlocutore in un partimen con Albertet de Sestaro
- Moine o Monge - confuso forse con il precedente; un frammento di partimen con Bertran
- Montan - interlocutore in una tenso oscena e tre coblas
- Montan Sartre - un sirventese (1216 ca) dove esorta il conte di Tolosa a difendersi valorosamente contro i francesi; identificabile forse con Duran Sartre de Carpentras
- Odet Izalguier - mantenitore del Consistorio nel 1461
- Oste - partimen con Guilhem
- Oton - Nome di trovatore attaccato da Raimon insieme ai suoi fratelli Enneiz e Lestanqer
- Ottone del Carretto, detto anche Conte del Caret, Marques del Carret, Ot del Carret o Oth del Caret - (1190-1228) fratello di Enrico II del Carretto, marchese di Noli e Finale, nel 1194 fu podestà a Genova; mecenate di Folquet de Romans e Peire de la Mula
- Ozil de Cadars o anche Enoçils de cadals, Ozil de Cadartz - (Aveyron, Rodez); una canso che parodia le "Arti d'amare" allora in auge
- Palais - Contemporaneo di Enrico e d'Ot del Carret; un estribot e quattro coblas
- Palazin o anche Palaisí, Palaisins, Palaisis, Palaizi, Palaizin, Palaizinus, Palaol, Palazi, Palazis - (fl. 1180-1245) di Tarascona; due sirventes insieme a Tomier
- Parazolo Palaol - trovatore del vescovado di Girone, nominato con elogi da Serveri de Girone
- Peire - una tenso con Guilhem (1276)
- Peire - identificabile probabilmente con Pietro II, re d'Aragona
- Peire - identificabile probabilmente con Peire del Poi
- Peire Arquier - fine secolo XIII; un enigma (cobla nascosta).
- Peire Basc o Peire Bast o Peire Buse - (fl. 1220-1270) un sirventese
- Peire Bremon o Per Bremon - identificabile con Peire Breumon
- Peire Camo o Peire Camor o Pey Camo o Peyre Camo - di Tolosa; un ms. attribuisce una canso di P. Bremon Ricas Novas; partecipante ai Jeux floraux
- Peire Camor o Peire Camor, Peire Canier, Pietro Camone - forse identificabile con Peire Camo, uno dei sette fondatori del Consistori de Tolosa
- Peire Catala o Peyre Cathala - (1220-1270)
- Peire de Bruelh - (fl. 1373-1436); Verges, vos etz complida (canso)
- Peire d'Auvillars[10][11] probabilmente identificabile con Peire del Vilar
- Peire de Barjac italianizzato in Pietro di Bariac o Bargiacco - inizio del XIII secolo; una canso disputata da sei trovatori
- Peire de Bergerac o Peire de Bragairac o Pèire de Bragairac - (fl. 1180-1245) un sirventes di guerra (1206), sul modello di una canzone di Peire Vidal
- Peire de Blai o de Brau o Pere de blai - (1240-299) una canso che gli è contesa da Uc Brunenc
- Peire de Blays - una dansa; partecipante ai Jeu floraux
- Peire de Bonifaci - si ritiene attestato dall'autore della Leandreide
- Peire de Brau - probabilmente Peire de Blai
- Peire de Bruelh - (1434-1394) una dansa
- Peire de Cazals
- Peire de Cols o Pèire, anche attestato come Peire de Cère de Cols, Peire de Cols d'Aorlac, Pèire de Còls d'Orlhac, Peire d'Aurillac - una canso (1250)
- Peire de Corbiac o Peire de Corbian, Pèire de Corbian, Peire de Courbian - di Courbiac; canso religiosa alla Vergine (ca 1230)
- Peire de Durban o Per de Durban, signore di Monégut o Montégur - citato in canzone di crociata
- Peire de Gavaret o Gavarret o Guavaret, Peireus de Guavaret, Petrus de Gavaretii - (1215-1218) visconte di Bezaume e Benauges; un sirventes
- Peire de Janilhac - una canso; partecipante ai Jeux floraux
- Peire de la Roca o Peire de la Roqua - (fl. 1464-1468), partecipante ai Jeux floraux
- Peire de Ladils - (fl. 1325-1355) partecipante ai Jeux floraux
- Peire de la Selva - partecipante e mantenitore nel 1355 ai Jeux floraux
- Peire del Bosc - autore di un dictat (1474) con Pons Faure
- Peire del Poi o del Puei - (1190-1235) identificabile con Peire Cardenal; partimen con Aimeric, giudicato da Ugo del Bautz
- Peire del Vern - di Vergt (Vern o Vernh); una canso
- Peire de Mejanasera - uno dei sette fondatori dei Jeux floraux
- Peire de Mèze - identificabile forse con Peire de Monzo o Peire de Ruer; una strofa di otto versi decasillabi (Pauc m'an valgut mos precs ni mos prezics) trascritta senza fornire indicazioni da P. Borel
- Peire de Monlasur - (1373); partecipante ai Jeux floraux
- Peire de Monzo - (fl. 1150-1180) forse identificabile con Peire Bremon lo Tort o Peire de Mèze
- Peire de Mont Albert o Montalbert o Montalembert - una tenso (Gaucelm, que-us par d'un cavalier) con Gaucelm
- Peire de Ruer o Peyre de Ruer - probabilmente identificabile con Peire de Mèze
- Peire de Pomairol o Payre de Pomarol - identificabile con Pomairol
- Peire d'Estanh - dei signori di Estaing; giudice di un partimen proposto da Guiraut Riquier
- Peire de Vic - priore di Montaudon o priore Prieur de Villefranche; probabilmente identificabile con il Monaco di Montaudon
- Peire de Vilamur o Peire Duran de Vilamur - partecipante ai Jeux floraux con una dansa (1465)
- Peire d'Ugon - probabilmente da identificare con Perdigon
- Peire Duran - (prob. XIII secolo) forse joglar; non si conosce né il periodo né il luogo dove è vissuto, il suo nome appare unicamente in un unico manoscritto (R)
- Peire Espanhol - due canso d'amore e un'alba religiosa
- Peire Gauceran o Peire Gauseran - (XII-XIII secolo) forse della casata dei Pinos; scambio di coblas con Guilhem de Berguedan
- Peire Guilhem - forse identificabile con Peire Guilhem de Toloza
- Peire Guilhem de Toloza - identificabile con Peire Guilhem
- Peire Imbert - (fl. 1220-1270)
- Peire Izalguier - mantenitore (1460) e partecipante ai Jeux floraux; identificabile con Odet Izalguier
- Peire Joglar
- Peire Laroq'
- Peire Luzer - un manoscritto attribuisce una canso di Peire Rogier e identificato con questi
- Peire Malarder o Malardier - partecipante ai Jeux floraux; una dansa (1450)
- Peire Milon o Milo - (XIII secolo) nove cansos
- Peire Rogier de Mirapeis o de Mirapeys o de Mirepeys o de Mirepoix - (fl. 1240-1310) signore di Mirepoix; sembra non sia identificabile con Peire Rogier
- Peire Pelet - signore di Alès
- Peire Raimon - identificabile con Peire Raimon de Tolosa
- Peire Trencavel d'Albi - partimen con Raimon de Cornet
- Peire Raimon de Tolosa le Jeune
- Peire Salvatge - identificabile con Peironet; una cobla (1285)
- Peire Torat - scambio di coblas con Guiraur Riquier
- Peire Trabustal - composizione insieme a Rainaut de Tres Sauzes
- Philip Elephan - consigliere di Guilhem Molinier
- Pietro II, re d'Aragona (1196-1213) - forse interlocutore di Giraut de Borneil in una tenso e in un partimen (in francese) di un certo Andrieu
- Pietro III, re d'Aragona (1276-1285)
- Pelardit - nominato da Uc de Lescura[12]
- Pelestort - un partimen con Isnart d'Entrevenas
- Pomairol
- Pons Barba o Ponç Barba - catalano
- Pons de la Garda - (fl. 1190-1210)
- Pons de Mataplana - (morto nel 1180-1185)
- Pons de Merindol
- Pons de Montlaur - (fl. 1180-1230) signore di Montlaur; paritmen con Esperdut
- Pons de Prinhac - cavaliere, capitolo e trovatore; (1345) un sirventes o vers allegorico e morale
- Pons d'Ortafas
- Pons Fabre d'Uzes - un sirventes morale e une seatina; identificabile con Fabre d'Uisel
- Pons Faure - coautore di un dictat perduto, insieme a Peire del Bosc, presentato al concorso del 1474
- Pons Santolh de Tolosa - un planh sulla morte del cognato Guillem Montanhagol
- Pons Uc III d'Ampurias - conte dal 1276 al 1308; due coblas in risposta a Federico III di Sicilia
- Ponson - fine del XIII sec.; due canso
- Ponzet o Pouzet - un partimen con Peire de Gironele
- Porcier - una cobla ingiuriosa scambiata con Folquet
- Prebost de Limotges - probabilmente identificabile con
- Preposto di Valenza o Prebost de Valensa - un partimen con Savari; un ms. gli attribuisce tre canso di altri autori
- Prior - coblas scambiate con Guillalmet
- Pujol o Poiols, Pojol, Puiol, Pujolos - forse di Pujol (fl.1230-1250) 1 canso religiosa
- Raimbaudet - due mss. gli attribuiscono un componimento di Giraut de Borneil con cui forse si identifica
- Raimbaut o Raembaut, Raibaut, Raimbal, Ranbaut, Raubaut - (fine XII secolo-1230) probabilmente Raimbaudet o Raimbaut de Vaqueiras; quattro tenso o partimen creati insieme ad Albertet de Sestaro, Gaucelm Faidit e Guionet
- Raimbaut de Beljoc - un sirventes (1218-1220) morale elogiante Federico II
- Raimbaut d'Eiras o d'Eira o Raimbaut d'Hyères - cobla con razo
- Raimbaut le Provençal o Raimbaut provincialis -
- Raimon IV conte di Tolosa - una strofa in risposta a Gui de Cavaillon
- Raimon IV, visconte di Turenne - (1214-1243); due tenso con Uc de Saint Circ
- Raimon V, conte di Tolosa - (1148-1194)
- Raimon VI, conte di Tolosa - (1194-1222); scambio di coblas con Gui de Cavaillon
- Raimon VII conte di Tolosa - mecenate
- Raimon - tre componimenti; identificabile forse con il Coms de Proensa o con Guilhem Raimon
- Raimon Benezech - una dansa (1472), partecipante ai Jeux floraux
- Raimon Berenguier o Béranger, italianizzato in Raimondo Berengario - Conte di Provenza, figlio di Garsenda de Provenza
- Raimon Bistortz d'Arle - quattro coblas, possibilmente costituinte in parte una canso
- Raimon Bistortz de Rusillon o Raimon de Rusillon - una cobla dove allude a un componimento di Montan
- Raimon Cerac - avrebbe ottenuta la violetta ai Jeux floraux nel 1390 per una canso, oggi perduta
- Raimon d'Agout o d'Agout, o anche Raimbaut d'Agoult o N'Agout, detto signore d'Apt o signore di Sault - di Apt (Provenza); barone del marchesato di Provenza (fl. 1170-1204) e vassallo del conte di Tolosa Raimondo V; parente del vicino Raimbaut d'Orange
- Raimon d'Alayrac o d'Alairac - (1325) di Alairac (Tarn), partecipante ai Jeux floraux
- Raimon d'Anjou o Raimondo d'Angiò, in latino Raymundus de Andegavia - (XIII secolo) compose sei, o forse più, enseignamen, di cui ci restano solo i titoli riportati da Francesco da Barberino
- Raimon d'Avigno o d'Avignon o d'Avinhon - (1200-1250) una tenso
- Raimon de Castelnou - (1200-1250) cavaliere e trovatore
- Raimon de Cornet père - (1274-1335)
- Raimon de Pegbusqua o de Puybusqua - (1453-1461) mantenitore del Consistori nel 1460 ca
- Raimon de Perilhos o de Perelhos- (fine XIV secolo) autore della relazione di viaggio immaginario fatto al Purgatorio di San Patrizio
- Raimon de Puybusqua - (1453-1461)
- Raimon de Tors - di Marsiglia, contemporaneo del conte di Provenza Carlo d'Angiò (1246-1285); sei cansos
- Raimon de Turenne - visconte dal 1214 al 1243; una tenso e uno scambio di coblas con Uc de Saint-Circ
- Raimon Ermengau - fratello di Matfré; una strofa di canso
- Raimon Escriva o Raimon de Costiran, in latino Raimundus o Raymundus Scriptor, detto Raimon Escrivan, - una tenso o sirventese (1218) sugli avvenimenti dell'assedio di Tolosa
- Raimon Estaca
- Raimon Feraut o Raimon Féraud - (1285-1300) priore di La Roque d'Antheron; avrebbe composto secondo quanto lui asserisce diverse opere religiose, come le vite di santi e sante, tra le quali quelle di Onorato, Auban, Hémentère, Tropez, Santa Caterina, Barbara, un lay de la Passion, un poema sulla natività della vergine e sull'infanzia di Gesù, un comput, un planh sulla morte del re di Francia Carlo I (morto nel 1285)
- Raimon Gabarra - mantenitore dei Jeux floraux nel 1355 e consigliere di Guilhem Molinier; giudice insieme a German de Gontaut di un partimen tra Jacme Rovira e Bernart de Malorques
- Raimon Gaucelm II d'Uzès - cosignore di Uzes (1280-1295) della casata dei Lunel
- Raimon Guilhem - probabilmente lo stesso che Guilhem Raimon
- Raimon Isarn - (1250-1300) probabilmente linguadociano; un partimen con Guiraut Riquier, Paulet de Marselha e Jordan
- Raimon Jordan de Cofenolt - (fl. 1120-1170) forse del Poitou, Saintonge o Périgord; identificabile con Jordan Bonel
- Raimon Jordan de Saint Antoni o Raymun Jorda, Vescoms de Saint Antoni, visconte di Saint Antoni - (fl. 1178-1195)
- Raimon Lul o Ramon Lul - dell'isola di Palma
- Raimon Menudet Ramon Menudet - attivo nella seconda metà del XIII secolo; un planh per la morte di Daude di Bossaguas
- Raimon Rascas - due canso attribuite in un ms.
- Raimon Rigaut
- Raimon Robin - un tenso (Raimon Robin, eu vei que Deus comensa) con Lanfranco Cigala
- Raimon Stairem - (1468) una dansa; partecipante ai Jeux floraux
- Raimon Valada - (1451-1458) un sirventes; partecipante ai Jeux floraux
- Rainaut o Raiart - forse un nomignolo o senhal di Austorc del Boy in un partimen con Guiraut Riquier e il conte di Rodez
- Rainaut - tenso o partimen con due personaggi di nome Guillem
- Rainaut visconte d'Aubusson - tenso con Gui d'Ussel
- Rainaut de Pon(s) - (fl. 1200-1250) castellano di Saintonge e signore del castello di Pons; un con partimen con Jaufre de Pons
- Rainaut de Tres Sauces - fine del XIII sec., provenzale; un partimen con Peire Trabustal e una cobla in pessimo francese
- Ramenat de Montaut - (XIV secolo) forse, secondo lo Chabaneau, Ramonat o Ramon At di Montaut
- Reculaire - nomignolo o senhal di un joglar non identificato: una tenso con Uguet
- Reforzat de Forcalquier - confuso con Reforzat de Trets
- Ricaut Bonomel o anche Honomel, Ricart Bonomel, Ricaut Bonome, Ricaut Bonomel, Ricauz Bonomel - (1260-1299) cavaliere e frate templare; ha scritto in Terrasanta, ma probabilmente non vi nacque; identificabile come Templier o forse come Olivier le Templier
- Riccardo I d'Inghilterra - inglese, ma il suo status di trovatore è dubbio
- Rofin[13] o Rofian o Rufian
- Rostanh de Mergas
- Rubaut o Rubaldo - un partimen con Lanfranco Cigala
- Ruggetto de Luques o Ruggeto di Luca - forse Ruggetto da Lucca;joglar di cui si conosce solo questo diminutivo
- Scot o Lo Scot - fl. 1260; della famiglia genovese Scotti; partimen con Bonifaci Calvo
- Serra - trovatore o joglar
- Sifre - partimen con Mir Bernart
- Taurel - una tenzone insieme a Falconet
- Tomas - forse Tommaso II di Savoia (morto nel 1259); tenso con

Bernardon
- Tomas I de Savoia
- Tomas II de Savoia - (1235-1259)
- Tomas Loys - (1462-1465) partecipante ai Jeux floraux
- Torcafol
- Tribolet
- Trobaire de Villa Arnaut - (1251-1257) contemporaneo di Guiraut Riquier
- Uc - (1200-1280) identificabiole forse con Uc del Bautz
- Uc IX le Brun, conte di La Manche - (1190-1219); identificabile forse con Uc Brunenc
- Uc de Lobevier - identificabile forse con Guilhem de Lobevier o Guilhem de l'Olivier
- Uc del Bautz o Uc dels Baus o Ugo del Bautz, detto anche Bauçan o Lo Baus; Ugo di baux - nel ruolo di giudice in una tenso fra Aimeric e Peire del Poi
- Uc del Valat o Huc del Fossat o Huc del Vala - una canso-dansa (1372)
- Uc de Maensac o de Manzat - di Manzat; una cobla indirizzata a Peire Cardinal; identificabile come Peire de Maensac
- Uc de Murel o de Muret - di Muret (Haute-Garonne); un sirventese morale
- Uc de Vilaret - prete; autore di una traduzione provenzale
- Ugo de Lobieres - (fl. 1200-1220) di Lubières, periferia di Tarascon;
- Uc Pageza - (fl. 1453-1461) partecipante e mantenitore ai Jeux floraux
- Uc Roguier o Huc Roguier - (1513) partecipante ai Jeux floraux
- Uguet - confuso probabilmente con Uc de Mataplana; una tenso con Reculaire
- Valensa o Lo Prebost de Valensa - di Valence (Drôme)
- Vaquier - una tenso con Catalan
- Vesques de Basaz (lo) o Raimon, vescovo di Bazas - successore di Arnaut des Pins (1230-1261)
- Villa Arnaut o Lo Trabaire de Villa Arnaut - (1257); due serventes
- Vincent Ferrer - (1355-1419)
- Vescoms de Torena, visconte di Turenna - forse Raimon IV, visconte dal 1214 circa al 1243; una tenso con Uc de Saint-Circ e una cobla